# Йосуке Сайто
Йосуке Сайто (яп. 斎藤 陽介; нар. 7 квітня 1988, Токіо, Японія) — японський футболіст, нападник.

## Життєпис
Футболом розпочав займатися у клубі «Тайсідо», згодом перейшовши до спортивної школи «Йокогама Ф. Марінос». У 2007 році розпочав грати за основну команду та дебютував у Джей-лізі 1. Також у цей час займався грою на фортепіано і навіть виступив на одній презентації клубу «Йокогама Ф. Марінос» 17 січня 2009 року, за що отримав прізвисько людина-піаніно.
Влітку 2010 року відданий в оренду до завершення сезону клубу «Цвайген Канадзава», який грав у Японській футбольній лізі. Після повернення до «Йокогама Ф. Марінос», на початку 2011 року, залишає ряди клубу і приєднується до сінгапурського клубу «Альбірекс Ніїгата» — фарм-клуб однойменного японського клубу. У складі «Альбірекс Ніїгати» виграє Кубок Ліги, а також дістається фіналу Кубку Сінгапуру з футболу. Під час виступів у Сінгапурі познайомився з агентом, який мав зв'язки в Європі. За словами самого Йосуке, «Альбірекс Ніїгата Сінгапур» запропонувала йому продовжити контракт, але гравець відмовився, щоб спробувати свої сили в Європі.
У січні 2012 року Йосуке Сайто вирушив на перегляд до латвійського клубу «Гулбене», з яким зрештою й уклав договір. У чемпіонаті Латвії відзначився 5-ма першими голами команди. У травні визнаний найкращим гравцем місяця. Після завершення сезону Латвійська федерація футболу оголосила дві символічні збірні (22 гравці), а Сайто був обраний до першої збірної на позиції нападника. Всього за «Гулбене» відзначився 9-ма голами у 14 матчах, завдяки чому став найкращим бомбардиром клубу. У червні 2012 року Сайто побував на перегляді в клубі азербайджанської Прем'єр-ліги «Хазар-Ленкорань», але до підписання контракту справа так і не дійшла. 1 липня 2012 року було оголошено про його перехід до «Вентспілсу». У футболці «Вентспілса» відзначився 6-ма голами у 17 матчах, завдяки чому став другим найкращим бомбардиром Вищої ліги Латвії 2012 року (15 голів у 31-му матчі).
У січні 2013 року в електронній версії журналу Kicker з'явилося повідомлення, що японець відправився на перегляд до «Дармштадта 98» з третього дивізіону чемпіонату Німеччини, але перегляд завершився для гравця невдало. 16 січня 2013 року відзначився влучним ударом з 25-ти метрів у переможному (2:1) товариському матчі проти швейцарського «Серветта». У лютому 2013 року підписав контракт із російським клубом ФНЛ «Уфа», терміном на 2,5 роки. Однак через травму закріпитися не зміг й незабаром залишив команду. Спочатку оголосив про завершення кар'єри, але згодом залікував травму коліна й вирішив її відновити.
20 травня 2014 року підписав контракт зі «Слуцьком». У вищій лізі Білорусі дебютував у 9-му турі проти мінського «Динамо», а в поєдинку 14-го туру проти «Мінська» відзначився першим голом. У березні 2017 року переїхав до «Ессендон Роялс» з четвертого дивізіону чемпіонату Австралії, а в червні — до «Саншайн Джордж Кросс» з третього дивізіону австралійського чемпіонату.
23 лютого 2018 року підписав контракт з естонської Мейстріліги «Тулевік». 1 травня 2018 року покинув клуб за сімейними обставинами, а в листопаді 2018 року оголосив про завершення футбольної кар'єри.

## Статистика виступів

### Клубна
| Клубні виступи | Клубні виступи        | Клубні виступи | Ліга  | Ліга | Кубок            | Кубок            | Кубок ліги      | Кубок ліги      | Загалом | Загалом |
| Сезон          | Клуб                  | Ліга           | Матчі | Голи | Матчі            | Голи             | Матчі           | Голи            | Матчі   | Голи    |
| Японія         | Японія                | Японія         | Ліга  | Ліга | Кубок Імператора | Кубок Імператора | Кубок Джей-ліги | Кубок Джей-ліги | Загалом | Загалом |
| -------------- | --------------------- | -------------- | ----- | ---- | ---------------- | ---------------- | --------------- | --------------- | ------- | ------- |
| 2007           | «Йокогама Ф. Марінос» | Джей-ліга 1    | 11    | 0    | 1                | 0                | 3               | 1               | 15      | 1       |
| 2008           | «Йокогама Ф. Марінос» | Джей-ліга 1    | 1     | 0    | 0                | 0                | 2               | 0               | 3       | 0       |
| 2009           | «Йокогама Ф. Марінос» | Джей-ліга 1    | 0     | 0    | 0                | 0                | 0               | 0               | 0       | 0       |
| 2010           | «Йокогама Ф. Марінос» | Джей-ліга 1    | 0     | 0    | 0                | 0                | 0               | 0               | 0       | 0       |
| 2010           | «Цвайген Каназава»    | Футбольна ліга | 9     | 4    | 0                | 0                | -               | -               | 9       | 4       |
| Загалом        |                       |                | 21    | 4    | 1                | 0                | 5               | 1               | 27      | 5       |